# Explota corazón
Explota corazón es una canción interpretada por la agrupación musical mexicana  Mercurio, incluida originalmente en su segundo álbum de estudio Chicas chic (1997). Esta canción fue lanzada como el primer sencillo oficial de dicho material a través de la discográfica Sony Récords en febrero de 1997.

## Otros datos
Esta canción fue en su momento exitosa de igual forma junto con otros éxitos noventeros de esa época y del grupo.
En 2023 también la canción formó parte de las musicales 90's Pop Tour y Unete a la Fiesta! junto con otros de sus más grandes éxitos musicales, compartiendo escenario con otras bandas más como OV7, Magneto y otros artistas musicales.

## Lista de canciones

### CD - Single[9]
| Explota corazón — Single |                   |          |  |
| N.º                      | Título            | Duración |  |
| 1.                       | «Explota corazón» | 3:40     |  |

## Video musical
Los integrantes se muestran en un coche mientras van en un auto que están manejando y cantando la canción; mientras que en otra escenografía se ve una pareja de chavos adolescentes conociéndose e interactuando románticamente después.